# Гложан
Гложан (слов. Hložany) је насеље у Србији, у општини Бачки Петровац, у Јужнобачком округу. Према попису из 2022. било је 1706 становника.

## Историја
О настанку насеља Гложан не постоје поуздани подаци, а помиње се још у турским временима (пореским списима) у Бачкој нахији под именом Галожан године 1153. А 1690. године се помиње као насељена пустара. Од 1703. године насеље је припадало футошком газдинству. Према поузданом попису православних парохија из 1733. године види се да Гложан постоји - има 95 српских домова и ту су два православна свештеника: Стефан Крестић и Петар Радивојевић. Године 1744. депутирац на српском црквено-народном сабору био је Јосиф Јовановић постмајстер и провизор из Гложана. Изгледа да је опет запустео је је 1745. године Гложан је био пустара.
Када се говори о доласку словачких насељеника у Гложан, постоји повезаност са насељавањем у Петровац 1745. године. У даљем раздобљу Гложан је добијао карактер словачког насеља, јер временом српско становништво је у све већој мери одлазило, док се словачко становништво природним прираштајем и доласком нових насељеника повећавало. О ситуацији у Гложану постоји поприличан материјал, нарочито о другој половини 18. века док је мање материјала за прву половину, чак до 70-их година 19. века. Неке од догађаја забележио је други евангелистички свештеник Јурај Рохони који је радио у периоду од 1803. – 1831. године у Гложану. Такође су колера и пожари на становнике Гложана оставили трагове. Услови у каквим су живели поданици нису били лаки, те многи Словаци из Гложана отишли су, у потрази за бољим животом, у друга насеља. Ту нису имали ни цркву, ни храм, ни свештеника припадали су футошкој католичкој парохији.
Крајем 18. и почетком 19. века, као кметови својим вредним радом нису беспосличили, већ су се залагали за развој и унапређење своје евангелистичке цркве, просвете и културе. Први учитељ је био скроман и пожртвован суграђанин Јозеф Свобода (у периоду од 1770 – 1786. године). Од 1787. године Гложанци су имали свог евангелистичког свештеника до 1851. године само једну школу.
Популарни роман купили су 1808. године православни свештеник поп Елисеј Болманац и учитељ Филип Алимпић. Православни парох гложански поп Василије Вуковић био је 1830. године претплатник "Српског летописа" у Будиму. Априла 1854. године избио је велики пожар у Гложану, када је изгорело 109 кућа. Новосадски лист" Србски дневник" обраћао се јавности за помоћ пострадалим Гложанцима.
Радила је почетком 1857. године српска народна школа у Гложану, за коју је тражен учитељ.
Упркос тешком животу насељеника и њихових потомака Гложан бележи поступан пораст словачког грађанства.
На духовном уздизању словачког и српског народа радиле су две цркве: евангелистичка и православна.
За време Другог светског рата који је захватио и Краљевину Југославију, Гложанци су се укључили у антифашистичку борбу. Многи од њих су погинули.
Рат који је изазван распадом СФРЈ такође је оставио трага и на становнике овог насељеног места.

## Демографија
У насељу Гложан живи 1842 пунолетна становника, а просечна старост становништва износи 41,1 година (39,6 код мушкараца и 42,5 код жена). У насељу има 957 домаћинстава, а просечан број чланова по домаћинству је 2,39.
Ово насеље је углавном насељено Словацима (према попису из 2002. године), а у последња три пописа, примећен је пад у броју становника.
|  |

| Демографија | Демографија | Демографија |
| Година      | Становника  | Становника  |
| ----------- | ----------- | ----------- |
| 1948.       | 2.776       |             |
| 1953.       | 2.754       |             |
| 1961.       | 2.839       |             |
| 1971.       | 2.682       |             |
| 1981.       | 2.569       |             |
| 1991.       | 2.491       | 2.422       |
| 2002.       | 2.283       | 2.357       |

| Етнички састав према попису из 2002.‍ | Етнички састав према попису из 2002.‍ | Етнички састав према попису из 2002.‍ | Етнички састав према попису из 2002.‍ | Етнички састав према попису из 2002.‍ |
| ------------------------------------ | ------------------------------------ | ------------------------------------ | ------------------------------------ | ------------------------------------ |
|                                      |                                      |                                      |                                      |                                      |
| Словаци                              | Словаци                              |                                      | 1.985                                | 86,94%                               |
| Срби                                 | Срби                                 |                                      | 146                                  | 6,39%                                |
| Југословени                          | Југословени                          |                                      | 46                                   | 2,01%                                |
| Мађари                               | Мађари                               |                                      | 25                                   | 1,09%                                |
| Роми                                 | Роми                                 |                                      | 21                                   | 0,91%                                |
| Хрвати                               | Хрвати                               |                                      | 15                                   | 0,65%                                |
| Бошњаци                              | Бошњаци                              |                                      | 4                                    | 0,17%                                |
| Русини                               | Русини                               |                                      | 2                                    | 0,08%                                |
| Руси                                 | Руси                                 |                                      | 2                                    | 0,08%                                |
| Муслимани                            | Муслимани                            |                                      | 2                                    | 0,08%                                |
| непознато                            | непознато                            |                                      | 1                                    | 0,04%                                |

| Година пописа     | 1948. | 1953. | 1961. | 1971. | 1981. | 1991. | 2002. |
| ----------------- | ----- | ----- | ----- | ----- | ----- | ----- | ----- |
| Број домаћинстава | 772   | 818   | 883   | 882   | 913   | 916   | 957   |

| Број чланова      | 1   | 2   | 3   | 4   | 5  | 6  | 7 | 8 | 9 | 10 и више | Просек |
| ----------------- | --- | --- | --- | --- | -- | -- | - | - | - | --------- | ------ |
| Број домаћинстава | 297 | 268 | 177 | 174 | 25 | 14 | 2 | 0 | 0 | 0         | 2,39   |

| Пол    | Укупно | Неожењен/Неудата | Ожењен/Удата | Удовац/Удовица | Разведен/Разведена | Непознато |
| ------ | ------ | ---------------- | ------------ | -------------- | ------------------ | --------- |
| Мушки  | 932    | 242              | 609          | 53             | 27                 | 1         |
| Женски | 998    | 141              | 617          | 217            | 23                 | 0         |
| УКУПНО | 1.930  | 383              | 1.226        | 270            | 50                 | 1         |

| Пол    | Укупно                    | Пољопривреда, лов и шумарство | Рибарство                            | Вађење руде и камена | Прерађивачка индустрија       |
| ------ | ------------------------- | ----------------------------- | ------------------------------------ | -------------------- | ----------------------------- |
| Мушки  | 638                       | 379                           | 0                                    | 0                    | 134                           |
| Женски | 436                       | 263                           | 0                                    | 0                    | 73                            |
| УКУПНО | 1.074                     | 642                           | 0                                    | 0                    | 207                           |
| Пол    | Производња и снабдевање   | Грађевинарство                | Трговина                             | Хотели и ресторани   | Саобраћај, складиштење и везе |
| Мушки  | 3                         | 22                            | 28                                   | 6                    | 14                            |
| Женски | 0                         | 0                             | 23                                   | 5                    | 1                             |
| УКУПНО | 3                         | 22                            | 51                                   | 11                   | 15                            |
| Пол    | Финансијско посредовање   | Некретнине                    | Државна управа и одбрана             | Образовање           | Здравствени и социјални рад   |
| Мушки  | 0                         | 6                             | 14                                   | 11                   | 5                             |
| Женски | 3                         | 3                             | 9                                    | 22                   | 29                            |
| УКУПНО | 3                         | 9                             | 23                                   | 33                   | 34                            |
| Пол    | Остале услужне активности | Приватна домаћинства          | Екстериторијалне организације и тела | Непознато            | Непознато                     |
| Мушки  | 6                         | 0                             | 0                                    | 10                   | 10                            |
| Женски | 2                         | 0                             | 0                                    | 3                    | 3                             |
| УКУПНО | 8                         | 0                             | 0                                    | 13                   | 13                            |

## Галерија
- Словачка евангеличка црква
- Дом културе у Гложану
- Словачки аматерски глумци, учесници представе "Мариша" (Гложан, 1940)
- Словачки аматерски глумци, учесници представе "Бачова жена" (Гложан, око 1940)